# Wikipédia en normand
Wikipédia en normand (en normand : Viqùipédie normaunde) est l’édition de Wikipédia en normand, langue gallo-romane. L'édition est lancée le 24 mars 2006,,,. Son code est nrm, bien que le code ISO 639-3 nrm désigne le narum (langue de Malaisie),. Il n'y a pas de code ISO 639-3 pour le normand et le code ISO pour les variantes jersiais et guernesiais est nrf.
Au 23 mars 2025, l'édition en normand contient 5 031 articles et compte 14 272 contributeurs, dont 16 contributeurs actifs et 2 administrateurs.

## Présentation

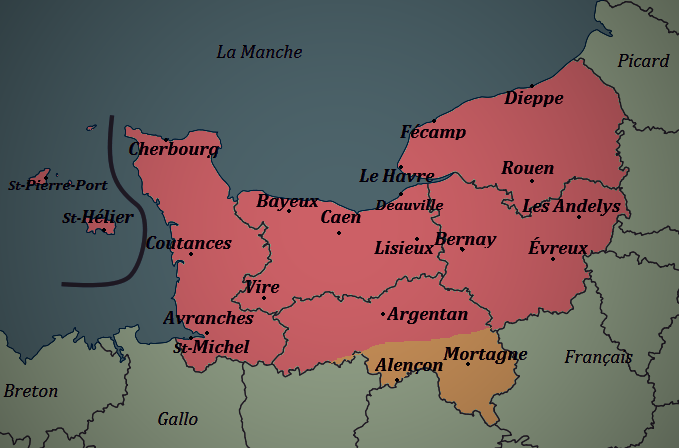
Aire de diffusion du normand.

L'encyclopédie accepte plusieurs variantes du normand, les plus présentes étant le jersiais (parlé à Jersey), et le cotentinais (parlé dans le Cotentin, département de la Manche). Les noms de Wikipédia dans ces deux parlers sont respectivement Ouitchipédie et Viqùipédie, formés d'après l'usage de lecture et de graphie des écrits publiés en normand.
Appellations dans les différentes variantes :
- augeron, cotentinais, percheron : Viqùipédie normaunde
- auregnais : Ouitchipédie Nourmaounde
- brayon, cauchois, rouennais : Viqùipédie normande
- guernesiais : Ouitchipédie normande
- jersiais : Ouitchipédie Nouormande
- sercquiais : Witchipedi Normãdi

Créée en 2006, la Wikipédia en normand a une progression très ralentie depuis début 2009. L'encyclopédie compte une trentaine de contributeurs mais deux ont réalisé plus de 80 % du total des contributions.

## Statistiques
- En février 2009, l'édition en normand compte 3 681 articles.
- Le 16 février 2018, elle compte 3 690 articles, 9 015 utilisateurs, 13 utilisateurs actifs[N 1] et 0 administrateur[10].
- Le 19 octobre 2022, elle contient 4 835 articles et compte 12 485 contributeurs, dont 14 contributeurs actifs et 2 administrateurs.
- Le 4 septembre 2024, elle contient 4 979 articles et compte 13 858 contributeurs, dont 14 contributeurs actifs et 2 administrateurs.
- Le 23 mars 2025, elle contient 5 031 articles et compte 14 272 contributeurs, dont 16 contributeurs actifs et 2 administrateurs.